# Філоненко-Бородіч Михайло Митрофанович
Михайло Митрофанович Філоненко-Бородіч [23.5 (4.6). 1885, Глухів, нині Сумської обл., — 30.5.1962, Москва] - учений в галузі механіки, генерал-майор інженерно-технічної служби, Заслужений діяч науки і техніки РРФСР (1940).

## Біографічні відомості
У 1909 закінчив Київський університет, в 1914 — Московський інститут інженерів шляхів сполучення.
З 1919 професор Московського політехнічного інституту і Московського інституту інженерів же.-д.(железнодорожний) транспорту. З 1930 професор МГУ (Московський державний університет імені М. В. Ломоносова), з 1932 Військово-інженерної академії.
Основні праці по теорії пружності, будівельній механіці і опору матеріалів, а також по прикладних питаннях математичної статистики.
Автор підручників для вузів по опору матеріалів і теорії пружності. Нагороджений орденом Леніна, 3 ін. орденами, а також медалями.

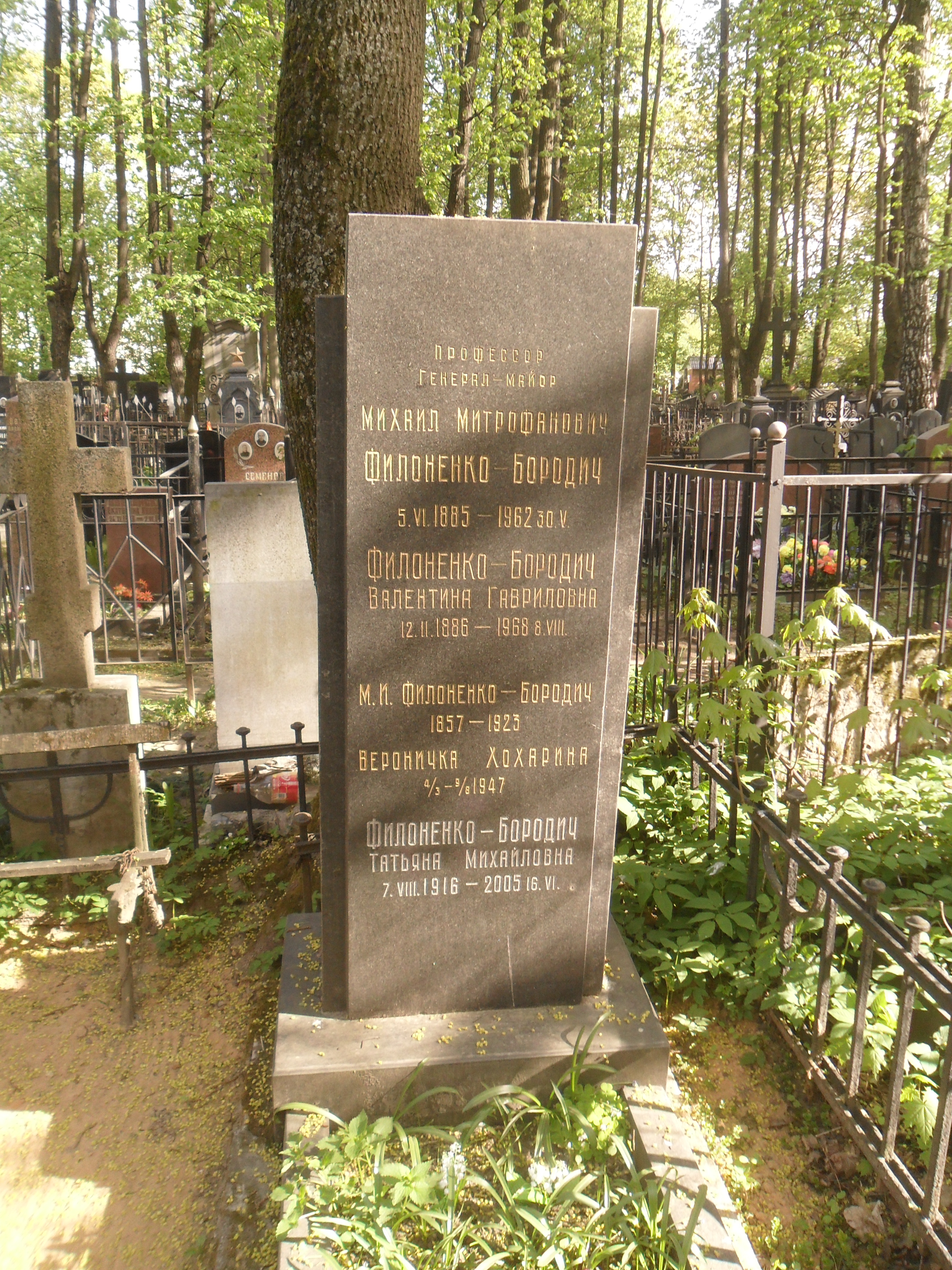
Могила Філоненко-Бородіча. Введенське кладовище

Похован на Введенському кладовищі Москви.